# Churchill Babington
Pour les articles homonymes, voir Babington.
 (mars 2019).
Si vous disposez d'ouvrages ou d'articles de référence ou si vous connaissez des sites web de qualité traitant du thème abordé ici, merci de compléter l'article en donnant les références utiles à sa vérifiabilité et en les liant à la section « Notes et références ».
Churchill Babington est un archéologue, un  naturaliste et un humaniste britannique, né le 11 mars 1821 à Roecliffe Manor dans le Leicestershire et mort le 12 janvier 1889.

## Biographie
Churchill Babington fait ses études auprès de l’archéologue et orientaliste Charles Wycliffe Goodwin (1817-1878) et entre au St John's College de Cambridge en 1839. Il obtient, en 1845, le prix Hulsean pour un essai intitulé The Influence of Christianity in promoting the Abolition of Slavery in Europe (L’Influence du christianisme sur la promotion de l’abolition de l’esclavage en Europe). En 1846, il entre dans les ordres. Il obtient son Master of Arts la même année et son Doctor of Divinity en 1879.
De 1848 à 1861, il est vicaire à Horningsea près de Cambridge, à partir de 1866 et jusqu’à sa mort, il est vicaire à Cockfield dans le Suffolk. De 1865 à 1880, il occupe la chaire Disney d’archéologie à Cambridge. Ses cours sont principalement consacrés à la poterie et la numismatique grecque et romaine ; ils les illustrent grâce à des objets provenant de sa collection personnelle.
Babington écrit sur de nombreux sujets. Sa connaissance de la campagne environnante et son goût pour l’histoire naturelle, le conduit à écrire sur des sujets de botanique et d’ornithologie. Il est un conchyliologiste réputé.
C’est Babington qui signe les parties consacrées aux végétaux et aux oiseaux dans l’ouvrage de Thomas Rossell Potter (1799-1873) History and Antiquities of Charnwood Forest (1842). Il édite divers discours découverts à Thèbes sur des papyrus en 1847 et 1856, ce qui lui vaut une grande réputation. Il fait ainsi paraître le discours d’Hypéride contre Démosthène (1850), On Behalf of Lycophron and Euxenippus (1868) et Funeral Oration (1858).
En 1855, il fait paraître une édition de Benefizio della Morte di Cristo, un ouvrage remarquable de la période de la Réforme attribué à Aonio Paleario  (v. 1500-1570), dont la plupart des copies ont été détruites par l’Inquisition. L’édition de Babington est un fac-similé de l’édition originale publiée à Venise en 1543, complétée par une introduction et une traduction en français et en anglais. Il édite également les deux premiers volumes de la chronique de Ranulf Higdon (ou Higden) (v. 1299-v. 1363) Polychronicon (1858) et de celle de l’évêque Reginald Pecock (v. 1395-1460) Represser of Overmuch Blaming of the Clergy (1860).
Babington est également l’auteur d’Introductory Lecture on Archaeology (1865) ; Roman Antiquities found at Rougham (1872) ; Catalogue of Birds of Suffolk (1884-1886); avec William Marsden Hind (1815-1894) Flora of Suffolk (1889), etc. Il réalise le catalogue des manuscrits classiques de la Bibliothèque de l’université ainsi que les pièces grecques et britanniques des collections du Musée Fitzwilliam.